# Tormo del Gall
El Tormo del Gall és una muntanya de 581 metres que es troba al municipi de Margalef, a la comarca catalana del Priorat.